# Tu seras mon fils
Pour plus de détails, voir Fiche technique et Distribution.
Tu seras mon fils est un film français réalisé par Gilles Legrand, sorti en 2011.

## Synopsis
Paul de Marseul, propriétaire d'un vignoble bordelais renommé à Saint-Émilion, apprend que son régisseur et ami François est frappé d'une maladie incurable. 
Martin, le fils de Paul, estime le moment venu pour enfin se lancer totalement dans l'exploitation. En effet, Martin est jusqu'à présent relégué aux fonctions commerciale et administrative de l'exploitation. 
Pourtant, Paul, esthète, qui se fait une haute idée du métier de viticulteur, estime son fils incapable de réaliser dignement cette tâche ; il ne manque, par ailleurs, jamais de le lui rappeler, avec le plus grand mépris. 
Philippe, le fils de François, apprend par Paul la maladie de son père et revient alors des États-Unis où il travaille dans un vignoble renommé. Paul lui propose de prendre en charge les prochaines vendanges et leur vinification...

## Fiche technique
- Réalisation : Gilles Legrand
- Scénario : Gilles Legrand, Delphine de Vigan
- Collaboration : Laure Gasparotto
- Musique : Armand Amar
- Images : Yves Angelo
- Montage : Adrea Sediackova
- Assistant réalisateur : Hubert Engammare
- Producteur : Frédéric Brillion
- Production : Epithète Films
- Sociétés de production : avec la participation de Orange Cinéma Séries
- SOFICA : Cinémage 5 et La Banque postale
- Sociétés de distribution : Universal Pictures
- Durée : 102 minutes
- Nombre d'entrées :  France : 708 531[1]
- Date de sortie : France : 24 août 2011

## Distribution
- Niels Arestrup : Paul de Marseul
- Lorànt Deutsch : Martin de Marseul, fils unique de Paul
- Patrick Chesnais : François Amelot, le régisseur du domaine viticole
- Nicolas Bridet : Philippe Amelot, fils de François et de Madeleine
- Anne Marivin : Alice, la femme de Martin
- Valérie Mairesse : Madeleine Amelot, la femme de François
- Xavier Robic : Lacourt fils
- Urbain Cancelier : Lacourt père
- Shirley Bousquet : Jessica, la barmaid
- Jean-Marc Roulot : le docteur Vermont
- Hélène de Saint-Père : la journaliste
- Stéphane Roquet : l'employé des Pompes funèbres
- Nicolas Marié : le notaire

## Autour du film
- C'est Gérard Depardieu qui fut, le premier, envisagé pour interpréter le personnage du redoutable père finalement interprété par Niels Arestrup.
- Le domaine dans lequel a eu lieu le tournage est le Clos Fourtet à Saint-Émilion.